# كلير ويلبر
كلير ويلبر (بالإنجليزية: Claire Wilbur)‏ هي منتجة أفلام أمريكية، ولدت في 8 يونيو 1933، وتوفيت في 20 مايو 2004 بسبب سرطان الرئة.

## وصلات خارجية
- كلير ويلبر على موقع IMDb (الإنجليزية)
- كلير ويلبر على موقع قاعدة بيانات الفيلم (الإنجليزية)